# Arthur Mitchell
Arthur Mitchell, bijgenaamd de "Trinity Killer", is een personage uit de televisieserie Dexter. Het personage wordt gespeeld door John Lithgow, die een Golden Globe en een Emmy won voor deze vertolking. Hij is de belangrijkste antagonist in seizoen 4.

## Personage
Arthur Mitchell is een bescheiden familieman, die al 30 jaar lang een dubbelleven leidt als seriemoordenaar. Frank Lundy noemt hem de "Trinity Killer", omdat hij steeds een vast ritueel van drie moorden volgt. Eerst vermoordt Mitchell een jonge vrouw in een badkuip, door haar dijbeenslagader open te snijden met een open scheermes terwijl hij haar in een wurghouding houdt, en hij haar een klein spiegeltje voorhoudt zodat ze zichzelf kan zien sterven. Zijn tweede slachtoffer is steeds een getrouwde vrouw met twee kinderen, die hij ontvoert en dwingt om zelfmoord te plegen door van een verlaten gebouw te springen. Zijn derde slachtoffer is een vader met twee kinderen, die hij doodslaat met een hamer. Op iedere plaats delict laat hij een klein staaltje van de assen van zijn zus achter, en doet hij de arm van zijn slachtoffer hiernaar wijzen. Mitchell heeft deze cyclus al overgedaan in verschillende steden in de Verenigde Staten.
Aanvankelijk is Dexter Morgan gefascineerd door Mitchells' efficiënte manier van moorden en zijn schijnbare vermogen om de perfecte balans te behouden tussen zijn familiale verplichtingen en zijn geheime leven als seriemoordenaar.
Arthur is getrouwd en heeft met zijn vrouw een zoon en dochter. Hij heeft ook een andere, oudere dochter uit een vorige relatie, die als kind getuige was van een van zijn moorden. Hij verbiedt haar om contact met hem op te nemen en houdt haar bestaan angstvallig verborgen voor zijn gezin. Ze probeert tevergeefs zijn liefde te winnen en gaat daarin zelfs zo ver dat ze een moord voor hem pleegt; in "Dex Takes a Holiday" vermoordt ze Lundy en verwondt ze daarbij ook Dexters' pleegzus Debra, om haar vader te beschermen tegen de politie. In de aflevering "Hello, Dexter Morgan" zegt Mitchell haar dat hij wenste dat ze nooit geboren was; kort nadien pleegt ze zelfmoord.
In "Road Kill" wordt het duidelijk dat zijn vroegere gezinsleden op dezelfde manier stierven als zijn slachtoffers: zijn zus stierf in een badkuip in 1959, zijn moeder sprong van een gebouw in 1961 en zijn vader werd in 1962 doodgeslagen (klaarblijkelijk door Arthur zelf). In de aflevering "Lost Boys" blijkt dat hij niet drie, maar wel telkens vier slachtoffers vermoordt: het eerste slachtoffer van de cyclus is een kleine jongen die hij ontvoert, verdooft en dan levend begraaft in cement. Omdat de lichamen van deze kinderen nooit werden teruggevonden, werd altijd gedacht dat het om gewone ontvoeringen ging in plaats van moorden, waardoor Lundy dit verband niet ontdekte. Met deze nieuwe informatie besluit Dexter dat elk van Mitchells' slachtoffers een van zijn vroegere gezinsleden voorstelt, waarbij hijzelf het kleine jongetje is.

## Verloop van het verhaal
In seizoen 4 herneemt Mitchell zijn moordcyclus, waarbij hij slachtoffers maakt op de originele plaatsen delict. Nadat hij een vrouw in een badkuip heeft vermoord, neemt Mitchell een douche in gloeiend heet water en, nadat hij een moeder van een gebouw heeft doen springen, daagt hij een dronken man uit om hem in elkaar te slaan.
FBI-agent Frank Lundy keert terug uit pensioen om Trinity op te sporen, maar hij wordt neergeschoten en sterft juist wanneer hij hem op het spoor begint te komen. Lundy vermoedde dat Trinity een eenzame man is die buiten het moorden geen andere bezigheden heeft. Wanneer Dexter op onderzoek uitgaat ontdekt hij echter dat Trinity een echtgenoot en vader is, en dat hij bovendien een belangrijke figuur is in een christelijke liefdadigheidsorganisatie. Die organisatie gebruikt hij om door het hele land te reizen, wat de ideale dekmantel biedt voor zijn moorden. De bouwsites van de sociale woningen die de organisatie neerplant, dienen steeds als begraafplaats voor het eerste slachtoffer uit de cyclus.
Dexter twijfelt of hij Mitchell moet vermoorden, of dat hij contact met hem zou zoeken om uit te vissen hoe hij zijn leven als familieman kan doen standhouden. Onder het pseudoniem Kyle Butler raakt Dexter bevriend met Mitchell en merkt hij dat hij helemaal geen probleem lijkt te hebben om zich normaal voor te doen tegenover zijn familie. Dexter is ook gefascineerd door Mitchells vreemde, onvoorspelbare persoonlijkheid; de man die met een ongekende brutaliteit moorden pleegt, barst bijna in tranen uit wanneer hij een rendier aanrijdt en walgt van het idee om het eigenhandig uit zijn lijden te verlossen.
Wanneer Mitchell naar Tampa wil vertrekken om er een huis te boeken, verzint Dexter een plan om naar een meteorologische conferentie te gaan, zodat ook hij een reden heeft om in Tampa te vertoeven. Met tegenzin geeft Mitchell hem een lift, wanneer Dexter hem vertelt dat hij iets verschrikkelijks heeft gedaan en dat Mitchell de enige is die hem kan helpen dit te boven komen. Mitchell verplicht Dexter om zijn daad op te biechten, en Dexter zegt dat hij iemand heeft gedood tijdens een jachtverhaal (in werkelijkheid had hij gewoon een verkeerd slachtoffer uitgekozen). Mitchell is bijzonder aangedaan door de biecht en ziet dit als een teken van verwantschap. Hij neemt Dexter mee naar zijn geboortehuis en vertelt hem dat toen hij 10 jaar was, hij zijn zus bespiedde in de douche; ze schrok en viel door de glazen deur, waarbij haar dijbeenslagader werd doorgesneden en ze doodbloedde. Zijn moeder pleegde nadien zelfmoord door van een gebouw te springen, waardoor hij achterbleef met zijn vader die hem misbruikte. Dexter maakt hieruit op dat Mitchell zijn vader doodsloeg, overeenkomstig met de laatste moord uit de cyclus.
De rest van de reis vertoont Mitchell tekenen van plotse gemoedswisselingen en een geïrriteerde houding; hij blijft onbekende mensen lastigvallen met verhalen over de dood van zijn familieleden en benadrukt de kracht van de Christelijke geloofsbelijdenis. Dexter grijpt in op het moment waarop Mitchell ook over Dexters "jachtongeval" begint te vertellen. De volgende ochtend sluipt Dexter de kamer van Mitchell binnen om hem te vermoorden, maar blijkt hij vertrokken te zijn. Dexter treft hem aan op een bouwwerf, waar Mitchell zelfmoord probeert te plegen. Dexter grijpt hem op het nippertje vast, omdat hij hem later eigenhandig wil vermoorden. Dexter denkt eraan om hem los te laten, maar wanneer hij op het punt staat dat te doen, komen er een aantal werklui aangelopen om hem te helpen redden. Mitchell herwint zijn levenslust en gelooft dat Dexter door God werd gestuurd om hem te redden.
De twee leren elkaar nog beter kennen en Dexter merkt dat Mitchell niet de liefhebbende familieman is die hij lijkt te zijn; in feite mishandelt hij zijn vrouw, slaat hij zijn zoon en sluit hij zijn dochter op in haar kamer. Tijdens Thanksgiving ontstaat er een ruzie tussen Mitchell en zijn zoon Jonah en vernielt de jongen de trofeeën van zijn vader en gooit hij de urn van diens zus stuk. In een vlaag van woede probeert Mitchell zijn zoon te wurgen, maar Dexter komt tussenbeide en sleept Mitchell naar de keuken. Net wanneer Dexter hem wil vermoorden, komen de vrouw en dochter van Mitchell hem tegenhouden. Later achtervolgt Dexter hem wanneer hij opnieuw een jongen in cement wil begraven en redt hij de jongen, terwijl Mitchell weet te ontsnappen. Nadat het nieuws bekend raakt dat de jongen nog leeft, en dat Dexter nog steeds geen klacht heeft ingediend tegen Mitchell, begint deze te vermoeden dat er iets niet pluis is. Hij probeert Dexter op te sporen en vermoordt daarbij een man die Kyle Butler heet. Uiteindelijk weet hij Dexter te volgen tot op het politiebureau en ontdekt hij zijn echte naam.
In de seizoensfinale wordt Mitchell vermoord door Dexter in de ruimte waarin hij zijn laatst ontvoerde kind had gevangengehouden. Mitchell gelooft dat Dexter door God gestuurd is om hem te vermoorden, en zegt dat hij al verschillende keren tevergeefs geprobeerd heeft om te stoppen met moorden, tot wanneer hij erachter kwam dat hij geen controle kon krijgen over zijn drang naar geweld; hij voorspelt eenzelfde lot voor Dexter. In de laatste scène van de aflevering blijkt dat Mitchell de vrouw van Dexter, Rita, heeft vermoord en dat hij Dexters zoon Harrison in haar bloed heeft achtergelaten, zeer gelijkend op de manier waarop Dexter het trauma opliep dat hem in een sociopaat veranderde.